# Zalalövő
Zalalövő là một thành phố thuộc hạt Zala, Hungary. Thành phố này có diện tích 52,64 km², dân số năm 2010 là 3033 người, mật độ 58 người/km².